# Pionnier (militaire)
Pour les articles homonymes, voir Pionnier.
Historiquement[Quand ?], le soldat pionnier aide à la construction et la réparation de fortifications, de camps, de ponts et de chemins, y compris les chemins de fer militaires.

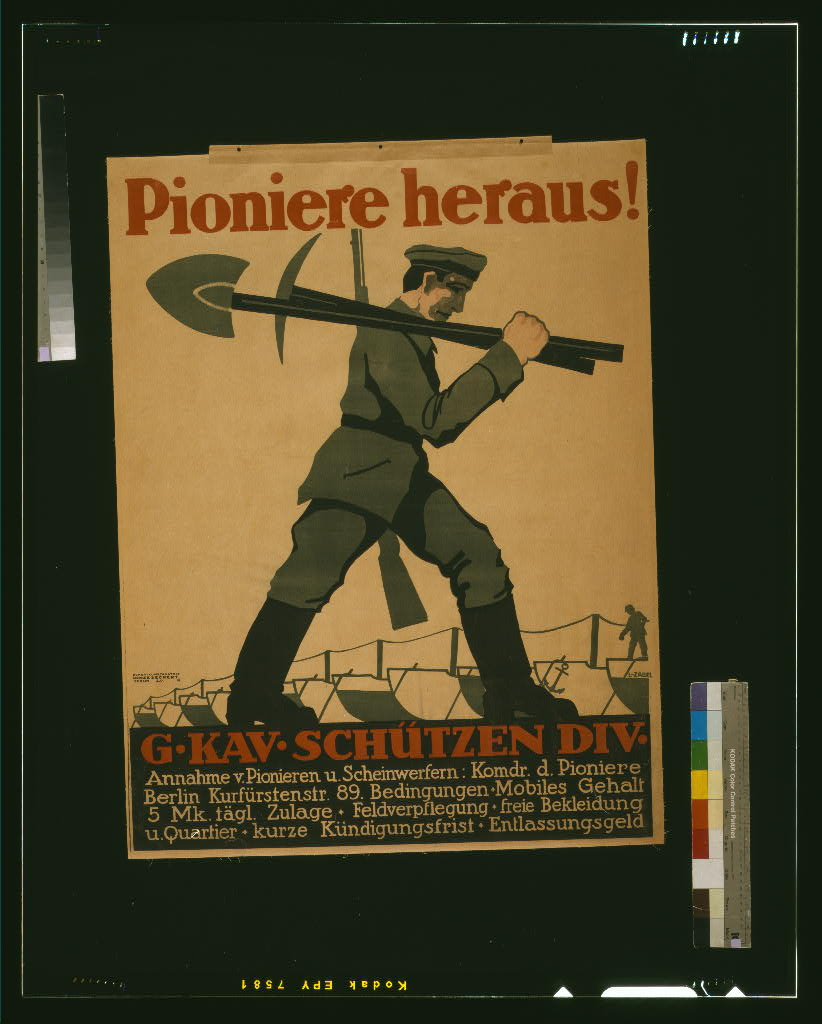
Affiche de recrutement de pionniers de la cavalerie de la Garde allemande, 1918.

Au XIIe siècle, un pionnier est un système fantassin ;
à partir du XIVe siècle, c'est un ouvrier d'artillerie, et,
à partir du XVe siècle, un défricheurs, en métropole ou "aux colonies"
. 

## France
À partir du XVIe siècle[Quand ?], les pionniers sont intégrés[pas clair] au génie militaire ou à la logistique militaire. Au XXe siècle, certains pionniers sont destinés au combat. Aujourd'hui (2024), la seule unité de pionniers au sein de l'armée française est celle des pionniers de la Légion étrangère.

## États-Unis
Un pionnier
(Pioneer)
de l'armée américaine est, comme le sapeur français, chargé d'ingénierie et de construction.